# Akabli
Akabli est une commune de la wilaya d'Adrar en Algérie.

## Géographie

### Situation
Le territoire de la commune se situe à l'est de la wilaya d'Adrar. La ville d'Akabli est située :
- à 158 km à l'est de Reggane, par la route, et à 149 km à vol d'oiseau ;
- à 245 km au sud-est d'Adrar, par la route, et à 213 km à vol d'oiseau ;
- à 1 415 km au sud d'Alger, par la route, et à 1 197 km à vol d'oiseau.

| Aoulef  | Tit                             | In Ghar (wilaya de Tamanrasset) |
| Aoulef  | Akabli                          | In Ghar (wilaya de Tamanrasset) |
| Reggane | In Ghar (wilaya de Tamanrasset) | In Ghar (wilaya de Tamanrasset) |

Akabli est une ville du Sahara située sur la route de Tripoli à Tombouctou.

### Relief, géologie, hydrographie

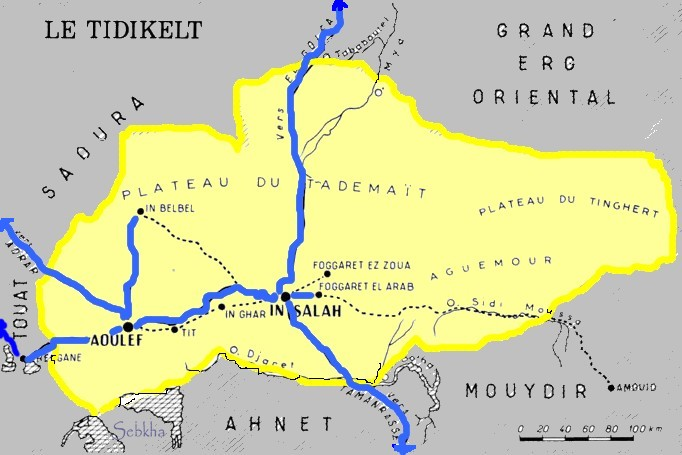
Carte du Tidikelt

Akabli est une oasis de la région du Tidikelt, au cœur du Sahara algérien.

### Climat
| Mois                     | jan. | fév. | mars | avril | mai | juin | jui. | août | sep. | oct. | nov. | déc. | année |
| ------------------------ | ---- | ---- | ---- | ----- | --- | ---- | ---- | ---- | ---- | ---- | ---- | ---- | ----- |
| Température moyenne (°C) | 16   | 19   | 23   | 27    | 31  | 36   | 37   | 36   | 34   | 29   | 23   | 17   | 27    |
| Précipitations (mm)      | 1    | 1    | 1    | 0     | 0   | 1    | 1    | 3    | 3    | 1    | 1    | 1    | 15    |

### Localités de la commune
En 1984, la commune d'Akabli est constituée à partir des localités suivantes :
- Erg Chech
- Sahel
- El Mansour
- Al Zaouïa
- Kassabat sid elabed

## Toponymie
{{..akabli au sud-est marocain signifier ceux qui vient de lakbalet
Akabli:le noir .}}

## Santé
Cette commune abrite salles de soins, polycliniques et maternités qui relèvent de la Direction de la Santé et de la Population (DSP) de la wilaya d'Adrar ainsi que du Ministère de la Santé, de la Population et de la Réforme hospitalière.
Les consultations spécialisées ainsi que les hospitalisations des habitants de cette commune se font dans l'un des hôpitaux de la wilaya d'Adrar:
- Hôpital Ibn Sina d'Adrar[6].
- Hôpital Mohamed Hachemi de Timimoun[7].
- Hôpital de Reggane.
- Hôpital Noureddine Sahraoui d'Aoulef[8].
- Hôpital de Bordj Badji Mokhtar[9].
- Hôpital de Zaouiet Kounta[10].
- Pôle hospitalier de Tililane[11].
  - Hôpital général de 240 lits[12].
  - Hôpital gériatrique de 120 lits.
  - Hôpital psychiatrique de 120 lits.
  - Centre anti-cancer de 120 lits.

### Salles de soins
Cette commune chapeaute plusieurs salles de soins sur un total de 171 salles de soins que compte la wilaya d'Adrar. Ces salles de soins sont érigées dans la banlieue de cette commune comme celle de Ksar.

### Polycliniques
Cette commune chapeaute plusieurs polycliniques sur un total de 29 polycliniques que compte la wilaya d'Adrar; on cite en exemple, la polyclinique de Ksar.

### Maternités
Cette commune chapeaute plusieurs maternités sur un total de maternités que compte la wilaya d'Adrar comme la maternité de Ksar.